# Rhacophorus annamensis
Rhacophorus annamensis is een kikker uit de familie schuimnestboomkikkers (Rhacophoridae). De soort werd voor het eerst wetenschappelijk beschreven door Andrew Smith in 1924.
De soort komt voor in de subtropische wouden, montanes en rivieren van Cambodja en Vietnam. De soort komt voor op een hoogte van 700 tot 1200 meter boven zeeniveau. De belangrijkste bedreiging van de kikker is het kleiner worden van het leefgebied.